# Ricky Council
Ricky Nickardo Council IV (Durham, Carolina del Norte, 3 de agosto de 2001) es un baloncestista estadounidense que se encuentra sin equipo. Con 1,98 metros de estatura, juega en la posición de escolta.

## Trayectoria deportiva

### Universidad
Jugó dos temporadas con los Shockers de la Universidad Estatal de Wichita, en las que promedió 9,9 puntos, 4,6 rebotes y 1,3 asistencias por partido. En su primera temporada fue incluido en el mejor quinteto freshman de la American Athletic Conference, mientras que en la segunda fue elegido mejor sexto hombre de la conferencia. Tras el final de la temporada, inicialmente se declaró para el draft de la NBA de 2022, pero finalmente retiró su nombre del draft, y entró en el portal de transferencias de la NCAA.
Fue transferido a los Razorbacks de la Universidad de Arkansas, donde jugó una temporada, en la que promedió 16,1 puntos, 3,6 rebotes y 2,3 asistencias por partido, por lo que fue incluido en el segundomejor quinteto de la Southeastern Conference. Tras la conclusión del Torneo de la NCAA de 2023 NCAA, anunció que renunciaría al resto de su elegibilidad universitaria y entraría en el draft de la NBA.

#### Estadísticas
| Año     | Equipo        | PJ | PT | MPP  | %TC  | %3P  | %TL  | RPP | APP | ROB | TPP | PPP  |
| ------- | ------------- | -- | -- | ---- | ---- | ---- | ---- | --- | --- | --- | --- | ---- |
| 2020–21 | Wichita State | 21 | 1  | 15.6 | .421 | .444 | .636 | 3.4 | 1.0 | .3  | .1  | 7.1  |
| 2021–22 | Wichita State | 28 | 7  | 26.6 | .437 | .306 | .849 | 5.4 | 1.6 | 1.1 | .5  | 12.0 |
| 2022–23 | Arkansas      | 36 | 29 | 34.1 | .433 | .270 | .794 | 3.6 | 2.3 | 1.1 | .3  | 16.1 |
| total   | total         | 85 | 37 | 27.1 | .432 | .303 | .786 | 4.2 | 1.7 | .9  | .3  | 12.5 |

### Profesional
Tras no ser elegido en el Draft de la NBA de 2023, firmó un contrato dual con los Philadelphia 76ers el 1 de julio de 2023. Fue despedido el 20 de octubre, pero firmó un nuevo contrato dual con el equipo y su filial en la G League, los Delaware Blue Coats, el 25 de octubre.
Al término de su primera temporada consiguió un contrato estándar y renovó por cuatro temporadas con los 76ers.
En su segunda temporada disputó 73 encuentros, 12 de ellos como titular, siendo asignado bervemente al equipo filial en enero de 2025.
A finales de julio de 2025 es cortado por los 76ers quedando como agente libre.

## Estadísticas de su carrera en la NBA

### Temporada regular
| Año     | Equipo       | PJ  | PT | MPP  | %TC  | %3P  | %TL  | RPP | APP | ROB | TPP | PPP |
| ------- | ------------ | --- | -- | ---- | ---- | ---- | ---- | --- | --- | --- | --- | --- |
| 2023-24 | Philadelphia | 32  | 0  | 9.0  | .482 | .375 | .746 | 1.4 | .5  | .3  | .0  | 5.4 |
| 2024-25 | Philadelphia | 73  | 12 | 17.1 | .382 | .258 | .804 | 2.9 | 1.3 | .4  | .2  | 7.3 |
| Total   | Total        | 105 | 12 | 14.7 | .402 | .273 | .786 | 2.5 | 1.1 | .4  | .1  | 6.7 |